# بخش پهالومبه
بخش پهالومبه (انگلیسی: Phalombe District) یکی از بخش‌های کشور مالاوی است.
این بخش ۱٬۳۹۴ کیلومتر مربع مساحت و ۲۳۱٬۹۹۰ نفر جمعیت دارد و مرکز آن شهر پهالومبه می‌باشد.